# Линдблад, Отто
О́тто Ли́ндблад (швед. Otto Lindblad; 31 марта 1809, Карлсторп, Йёнчёпинг — 26 января 1864, Норра-Мелльбю, лен Кристианстад) — шведский композитор, скрипач и хоровой дирижёр, автор музыки Шведского королевского гимна.

## Биография
Линдблад родился в семье священника, обучался в Кафедральной школе города Векшё, много времени посвящая игре на скрипке и пению в небольших ансамблях. В 1829 году поступил в Лундский университет, где изучал гуманитарные науки, зарабатывая на жизнь частными уроками. С 1832 по 1836 брал уроки у Матиаса Лундхольма, и вскоре получил место скрипача в частной опере Хойзера, иногда выступал и в качестве дирижёра. Более десяти лет Линдблад также руководил мужским хором Лундского университета, созданным в 1831 году, принеся этому коллективу известность не только в Швеции, но и за её пределами. По его примеру такие же хоры были созданы в Копенгагене и Христиании. В 1841 году композитор был приглашён на музыкальный фестиваль в Гамбурге, где также совершенствовался как композитор под руководством Карла Августа Кребса. Линдблад много гастролировал по Швеции вместе с созданным им мужским вокальным квартетом, и имел большой успех. Активная музыкальная деятельность и частые болезни мешали музыканту окончить университет, но в 1844 всё же получил степень магистра философии. Из-за бедственного финансового положения он вынужден был устроиться на работу при церкви городка Норра Мельби (к северу от Лунда), где организовал один из первых в стране церковных хоров без органа. В 1857 композитор был избран членом Королевской академии музыки в Стокгольме. Линдблад умер в 1864 году после длительной болезни.

## Творчество

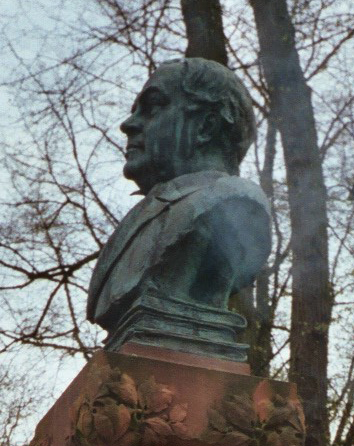
Линдблад, Отто

Большая часть сочинений Линдблада — вокальные. Наибольшей известностью пользуются его произведения для мужского хора a capella, в том числе Ur svenska hjärtans djup на стихи Карла Страндберга, ставшая шведским Королевским гимном. Среди других работ композитора — Orfeus sjöng («Песнь Орфея», на стихи Шекспира в переводе Хагберга), Ångbåtssång («Пароходная песня» на собственные слова) и др. Практически все рукописи и напечатанные издания Линблада, а также его переписка и автобиография хранятся в библиотеке Лундского университета.
В Лунде и Сёсдале установлены памятники Линдбладу.